# Frances Densmore
Pour les articles homonymes, voir Densmore.
Frances Densmore (née le 21 mai 1867 à Red Wing (Minnesota), morte le 5 juin 1957) est une ethnographe et ethnomusicologue américaine. Elle est spécialisée dans la musique et la culture des amérindiens.
Elle a commencé à réaliser des enregistrements sonores en 1907 au Bureau of American Ethnology. En plus de cinquante ans de carrière, elle a collecté des centaines d'enregistrements, qui sont à présent conservés à la Bibliothèque du Congrès.

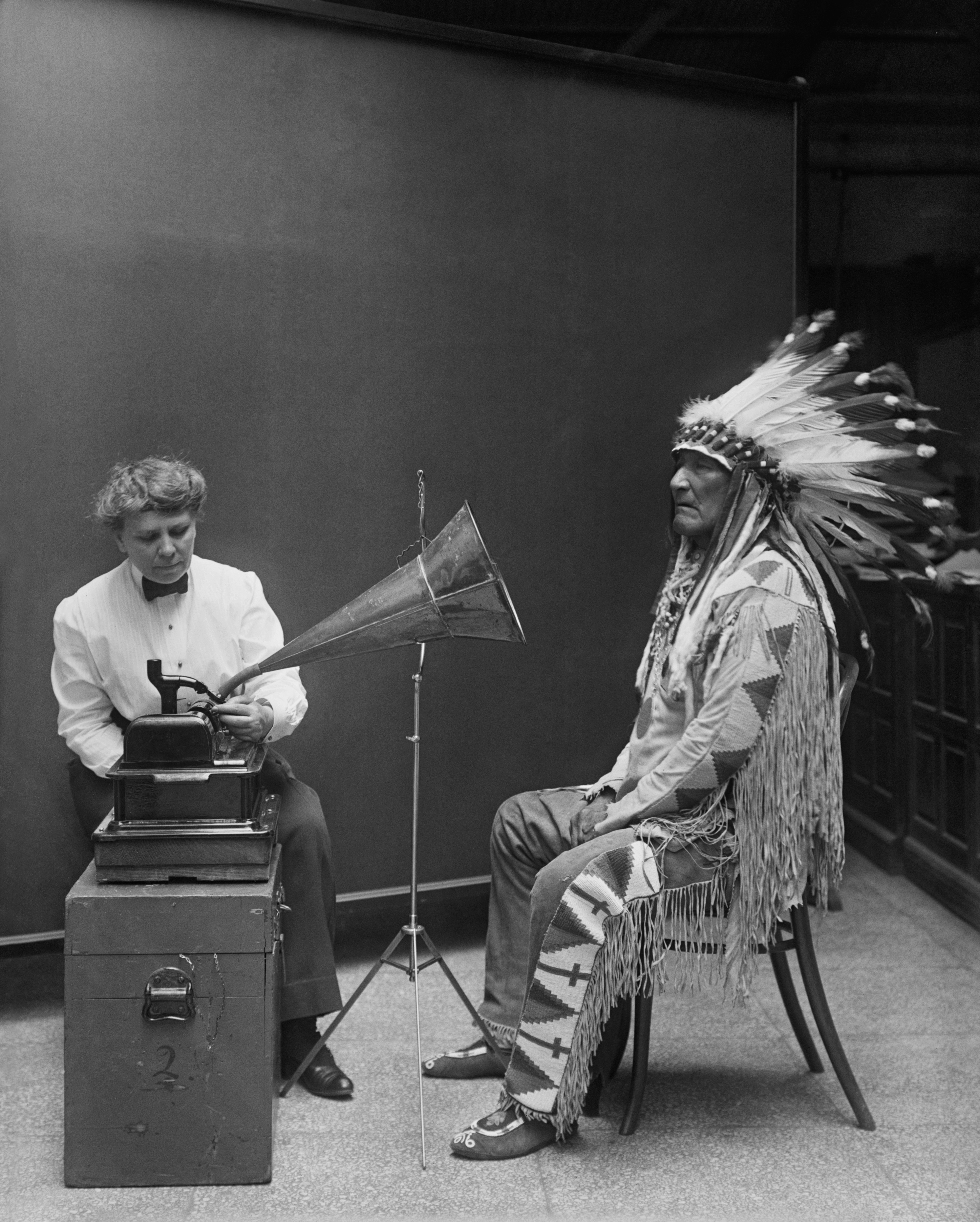
Frances Densmore enregistrant un chef amérindien pied-noir en 1916